# Larringes
Larringes is een gemeente in het Franse departement Haute-Savoie (regio Auvergne-Rhône-Alpes) en telt 976 inwoners (1999). De plaats maakt deel uit van het arrondissement Thonon-les-Bains.

## Geografie
De oppervlakte van Larringes bedraagt 8,1 km², de bevolkingsdichtheid is 120,5 inwoners per km².
De onderstaande kaart toont de ligging van Larringes met de belangrijkste infrastructuur en aangrenzende gemeenten.

## Demografie
Onderstaande figuur toont het verloop van het inwonertal (bron: INSEE-tellingen).